# Lambertikirche (Lüneburg)

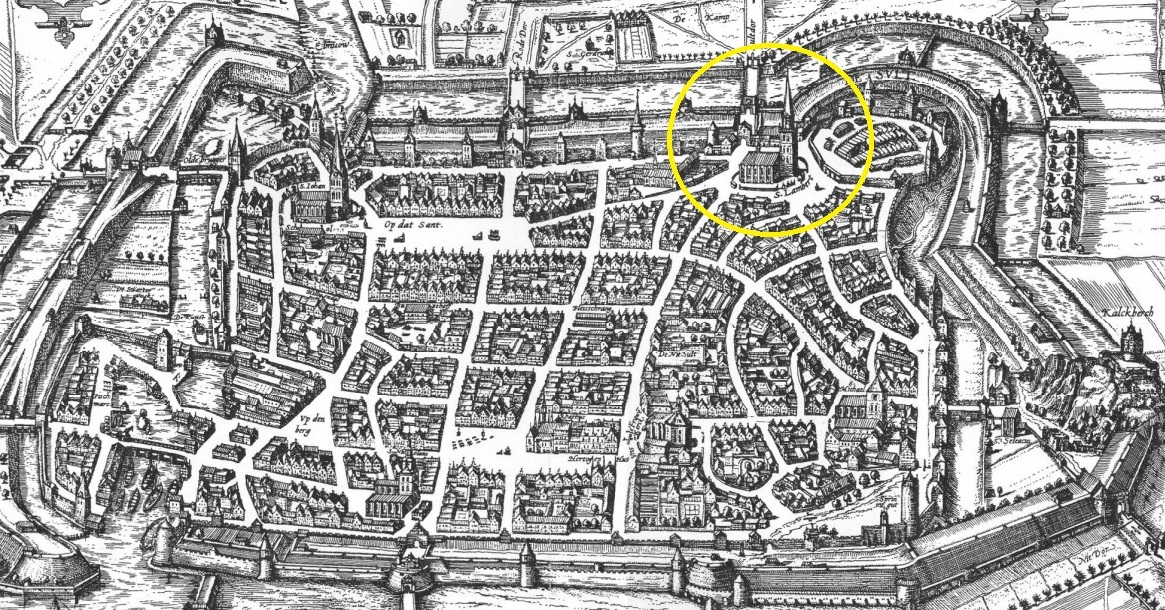
Lüneburg um 1598 (Darstellung nach Süden), St. Lamberti gelb markiert, rechts (westlich) die Saline

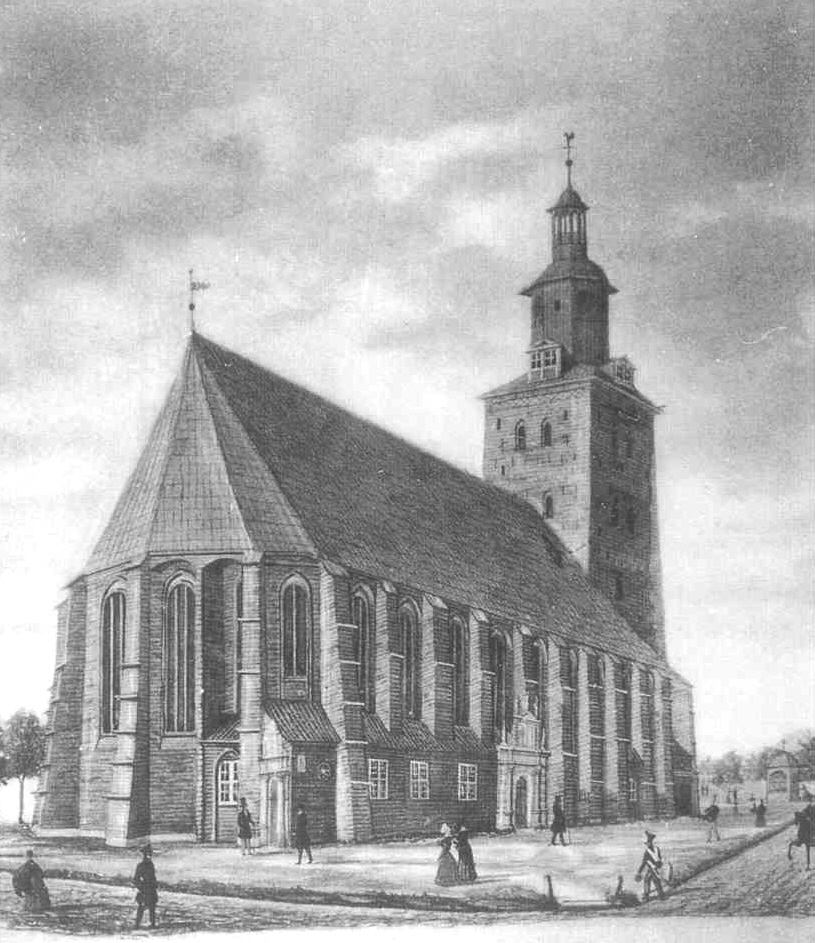
St. Lamberti, Zeichnung aus dem 19. Jahrhundert

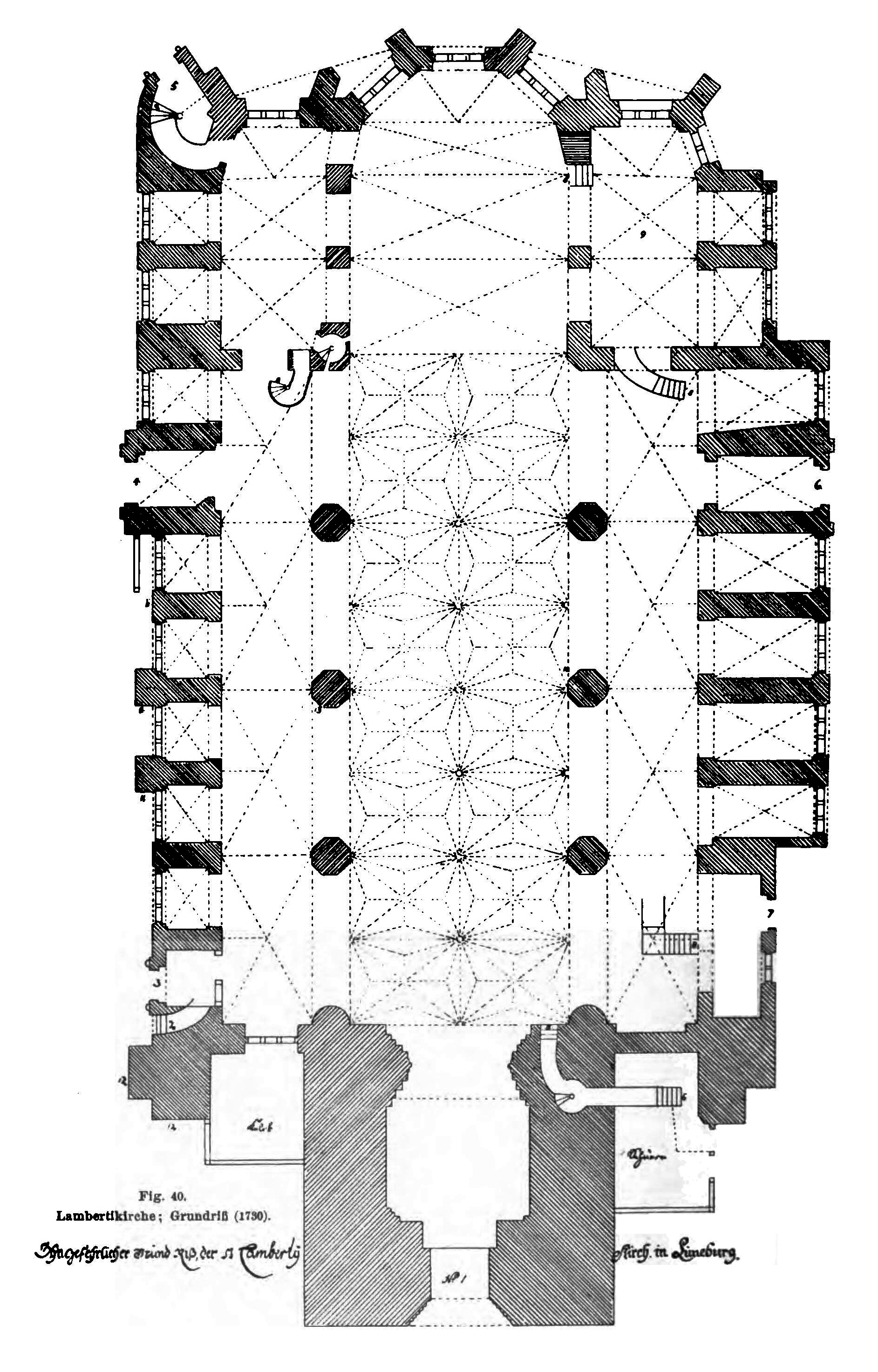
Grundriss (1730)

Die Lambertikirche, meist St. Lamberti, war eines der ältesten Gotteshäuser der Stadt Lüneburg. In den Jahren 1860 bis 1861 wurde sie wegen Bauschäden abgerissen.

## Geschichte
Die Lambertikirche war ein dreischiffiges Gotteshaus im gotischen Baustil, in dem seit Mitte des 16. Jahrhunderts evangelische Gottesdienste abgehalten wurden. Schätzungen zufolge stammte sie aus dem 13. oder 14. Jahrhundert. Dies beruht auf Überlieferungen der Einweihung der Sakristei im Jahre 1382 und des Turmbaus 1398. Zudem wurden bei Ausgrabungen durch den Stadtarchäologen Edgar Ring und seinem Team Ende der 1990er Jahre bis ins Jahr 2000 Grabbeigaben, Gebeine und Keramik gefunden, die eine Datierung des Baubeginns um das Jahr 1300 stützen.
Die Lambertikirche stand bis zu ihrem endgültigen Abriss im Jahr 1861 auf dem nach ihr benannten St. Lambertiplatz im Südwesten der Lüneburger Altstadt.
Bis zur Reformation in Lüneburg im Jahr 1530 hatte St. Lamberti den Status einer Kapelle, danach erhielt sie die Rechte einer Pfarrkirche. Am 6. März begann zunächst die Kirche St. Nicolai mit evangelischen Gottesdiensten, die Kirchen St. Johannis und St. Lamberti folgten am 26. Mai. Im Jahr 1541 wurde ein Taufbecken aufgestellt. Die Ausstattung der Kirche erfolgte durch Stiftungen der Sülfmeister und Lüneburger Bürger. Eine solche Stiftung war die durch den Sülfmeister Heinrich Georg Döring im Jahr 1708 in Auftrag gegebene Chororgel, die mutmaßlich durch Johann Heinrich Gloger zusammen mit dessen Bruder Christoph erbaut wurde und auf dem Musiklektor auf der Südseite des Chores Aufstellung fand. Sie diente vornehmlich der Begleitung der hier aufgeführten Kirchenmusik. Die mit sechs Registern ohne Pedal erbaute Orgel ist erhalten; nach ihrem nach 1789 erfolgten Abbau wurde sie durch Hartwig von Bülow an die Kirche in Camin bei Wittenburg verkauft, von dort gelangte sie 1853 nach Dreilützow, wo sie heute noch steht.
Nachdem der Abriss der Lambertikirche wegen schwerwiegender Bauschäden um 1860 unvermeidlich schien, wurde das Inventar auf andere Lüneburger Kirchen aufgeteilt. Unter anderem erhielt die Kirche St. Johannis das Taufbecken aus Messing und St. Nicolai den Hauptaltar aus dem Jahre 1443 und das Kruzifix von ca. 1470. Die Sonntagsglocke von 1712 und das Uhrwerk von St. Lamberti wurden dem Hospital zum heiligen Geist übergeben und bis in die 1950er Jahre genutzt, bis sie zur Einlagerung ins Alte Kaufhaus im Hafen gebracht wurden. Die Orgeltreppe soll ein Lüneburger Schmied gekauft haben.

## Instandhaltungsmaßnahmen
Schon früh war die Lambertikirche durch Bauschäden gefährdet. Bereits ab Ende des 15. Jahrhunderts wurden Umbaumaßnahmen getroffen, um den Bestand der Kirche zu schützen. So wurde im Jahr 1491 der Kirchturm umgebaut und mit einer leichteren Turmspitzenfassung ausgestattet, da der Bau das Gewicht nicht mehr tragen konnte. Von 1544 bis 1545 wurde eine neue pyramidale Spitze errichtet, 1575 folgte eine weitere. Schwere Schäden erlitt der Bau vor allem durch zwei Stürme 1578 und 1703. In Folge des zweiten Sturms wurde im Jahr 1712 eine letzte Turmspitze angefertigt.
Neben der Kirchturmspitze war vor allem das Mauerwerk schwerwiegenden Schäden ausgesetzt. Der Baugrund der Kirche befand sich in dem Gebiet der Lüneburger Saline, in der lange Zeit Salz abgebaut worden war. Durch die unsichere Lage des Gebäudes direkt auf der Abbruchkante zum Senkungsgebiet bildeten sich stetig neue Verwerfungen im Gestein, die dazu führten, dass aus Sicherheitsgründen zwischenzeitlich keine Gottesdienste in der Lambertikirche stattfinden konnten und auf andere Kirchen, unter anderem die Kirche St. Marien, verlegt wurden. Während der Kirchturm mehrere Male erneuert worden ist, wurde auch die Decke der Gewölbe im Hauptschiff ersetzt und Emporen errichtet, die das Gebäude zusätzlich stützen sollten. Aus Sicherheitsgründen wurden Mitte des 18. Jahrhunderts auch die Glocken ein Stockwerk tiefer gehängt, um den Kirchturm zu entlasten.
Während der französischen Besetzung Anfang des 19. Jahrhunderts wurde das Gebäude der St.-Lamberti-Kirche als Magazin genutzt. Wenige Jahre später wurden die Gottesdienste wieder aufgenommen. Im Jahr 1818 wurden erneute Maßnahmen eingeleitet, um das Bauwerk zu retten. Die Schäden waren bedenklich, sodass seit 1829 auf das Glockenläuten verzichtet worden sein soll.
Der letzte Gottesdienst soll 1858 in der Lambertikirche stattgefunden haben. 1860 folgte das Angebot zum Verkauf und Abriss des Gebäudes, das bis Oktober 1861 völlig aus dem Stadtbild verschwunden war.